# Nick Jr.
Pour les articles homonymes, voir Nick.
Pour la chaîne française, voir Nickelodeon Junior.
Nick Jr. est la version dérivée de Nickelodeon née d'un bloc de programmes en 1999 (également appelée Nick Jr.). Aujourd'hui, la chaîne est présente partout dans le monde.

## Histoire

Logo de Noggin

Nick Jr. était au départ un bloc de programme aux États-Unis lancée le 4 janvier 1988. Lancée sous le nom de Noggin en 1999, elle deviendra Nick Jr. le 28 septembre 2009.

## International
Au Royaume-Uni, il existe deux chaînes : Nick Jr. lancée le 1er septembre 1999 et Nick Jr. Too le 24 avril 2006.
La version belge est lancée le 28 août 2009.
La version française est lancée le 26 janvier 2010 sous le nom de Nickelodeon Junior.
Le 16 mai 2011, MTV Networks lance Nick Jr. en Asie.
En Afrique la version de Nick Jr. est lancée le 30 septembre 2014 avec Nicktoons.
Au Canada, Nick Jr. est un bloc de programme de la version locale de Nickelodeon.

## Séries de Nick Jr.
- Jeu de Bleue (Blue's Clues, 1996-2006)
- Dora l'exploratrice (Dora the Explorer, 2000–2008)
- 64, rue du Zoo (64 Zoo Lane, 1999-2000)
- Max et Ruby (Max and Ruby, 2002–2006)
- Le Magique Chambre de Bleue (Blue's Room, 2004-2007)
- Go Diego ! (Go, Diego, Go!, depuis 2005)
- Umizoomi (Team Umizoomi, depuis 2010)
- Bubulle Guppies (Bubble Guppies, depuis 2011)
- Mike le Chevalier (Mike the Kinght, depuis 2011)
- Pierre Lapin  (Peter Rabbit, depuis 2012)
- PAW Patrol : La Pat' Patrouille (PAW Patrol, depuis 2013)
- Lalaloopsy (2013)
- Dora et ses amis (Dora and Friends, depuis 2014)
- Blaze et les Monster Machines (Blaze and the Monster Machines, depuis 2014)
- Winx Club (2016) (saison 7 uniquement)